# China Railways SS1
Le Shaoshan 1 est un type de locomotive électrique à courant alternatif utilisée par China Railway. Cette locomotive a été la première locomotive électrique chinoise de grande ligne, construite par Zhuzhou Electric Locomotive Works avec l'aide de l'Union soviétique et suivant la conception de la locomotive électrique Soviet-H60 (SŽD VL60). L'alimentation électrique était un courant alternatif monophasé à fréquence industrielle et la disposition des essieux Co-Co.

## Histoire
Le premier prototype de locomotive, 6Y1-001, qui utilisait un redresseur commandé par allumage, a été produit en 1958. 6 autres prototypes (002 à 007) ont été produits entre 1962 et 1966. Un redresseur contrôlé par semi-conducteur au silicium a été utilisé à partir du n° 004.
En réponse à la technologie de la locomotive 6Y2 de fabrication française, l'usine de Zhuzhou a apporté des modifications majeures à la conception de la locomotive 6Y1, améliorant la fiabilité du redresseur, des moteurs de traction et du système de freinage rhéostatique. La huitième locomotive, n° 008, a été produite en 1968. La série a également été renommée de 6Y1 à SS1 (SS signifie Shaoshan, lieu de naissance du dirigeant chinois Mao Zedong ). Le modèle est sorti de production en 1988 avec un total de 826 exemplaires fabriqués : 7 de 6Y1 et 819 de SS1.

## Galerie

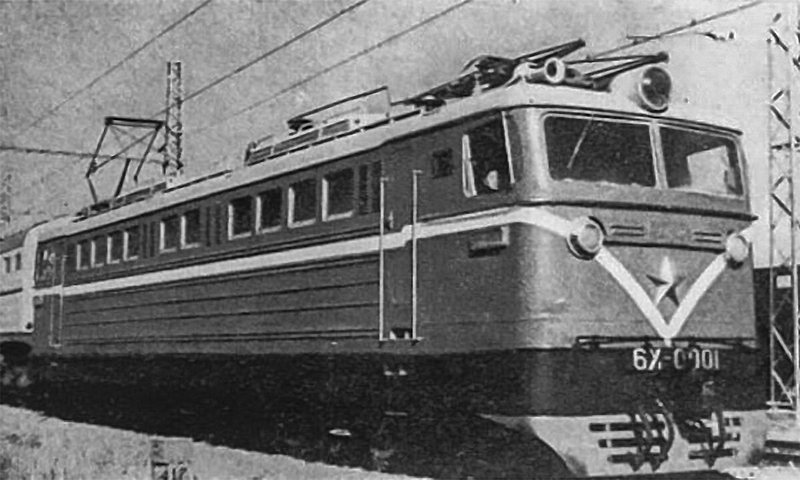
6Y1－0001
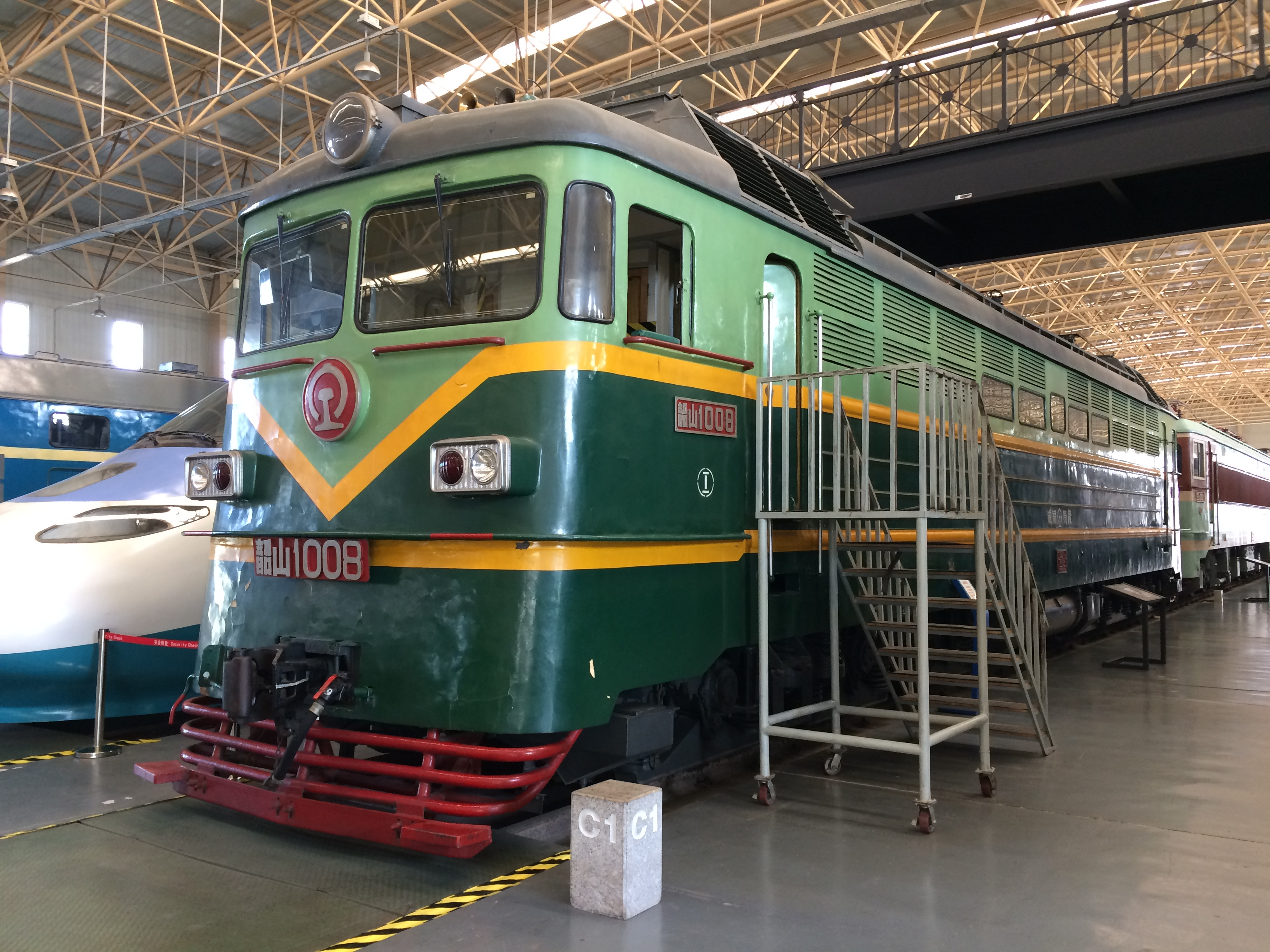
韶山1－008 au Musée du chemin de fer de Chine
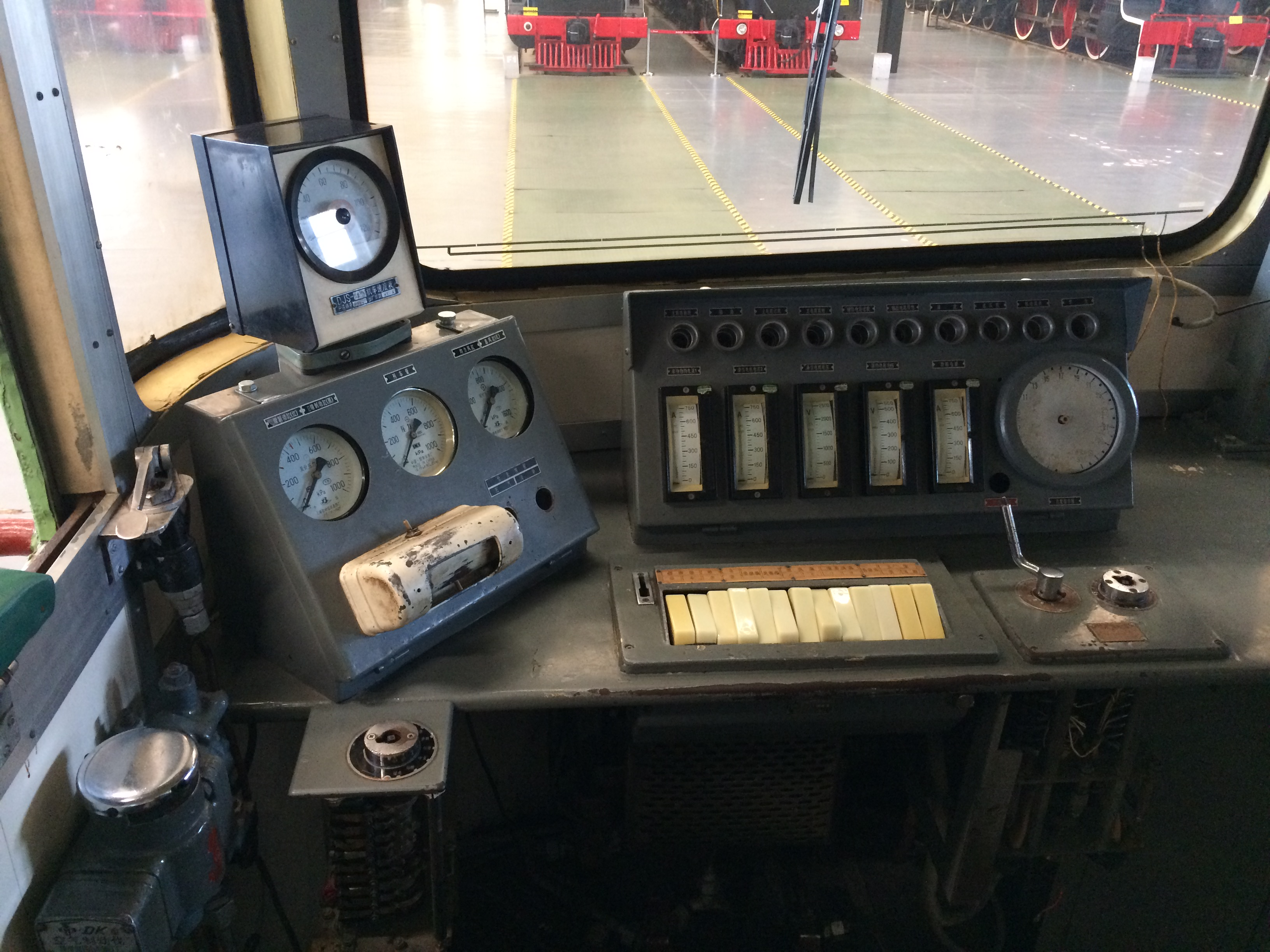
韶山1－008 Intérieur de la cabine
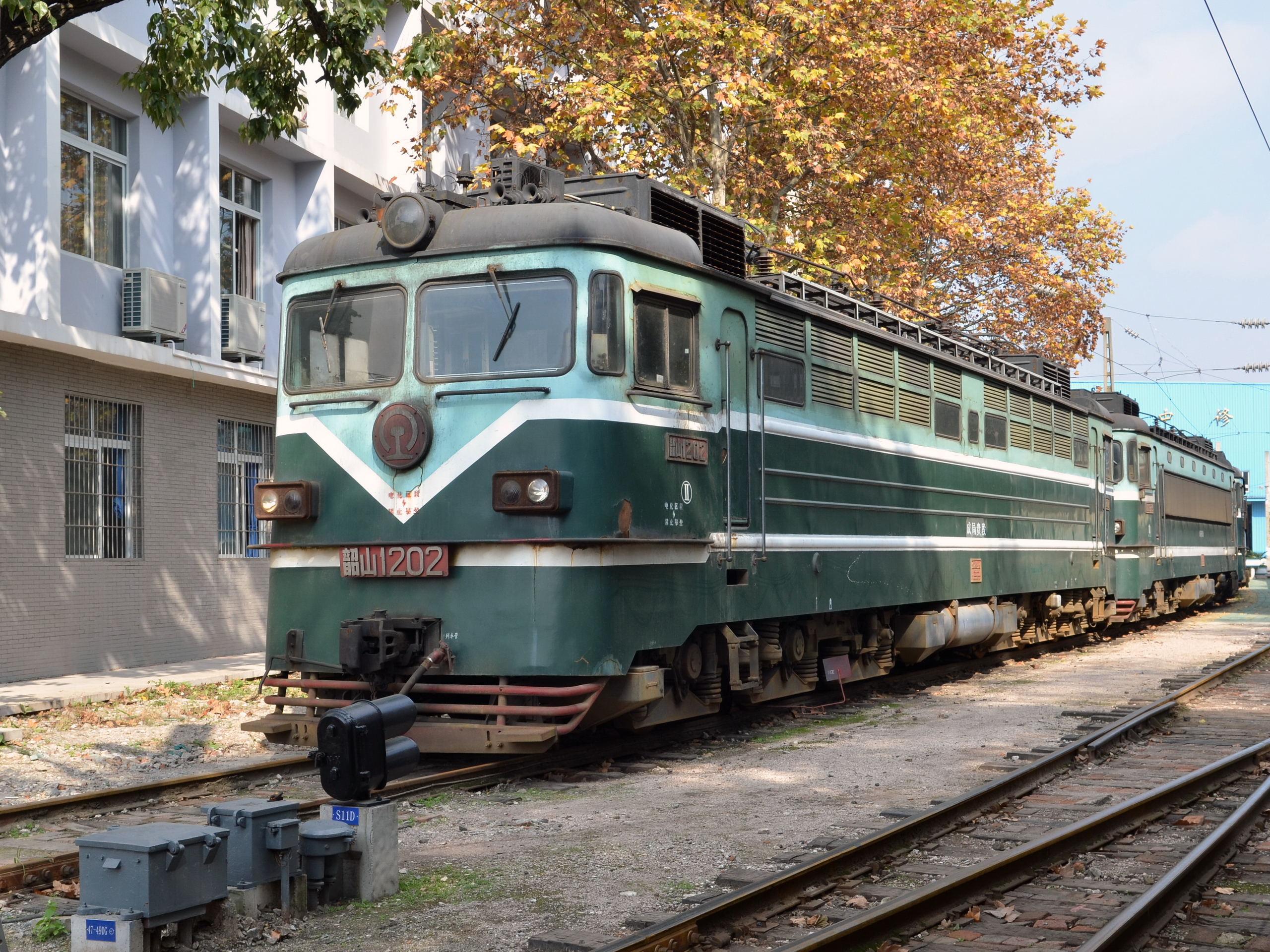
韶山1－202 dans le dépôt de locomotives de Guiyang
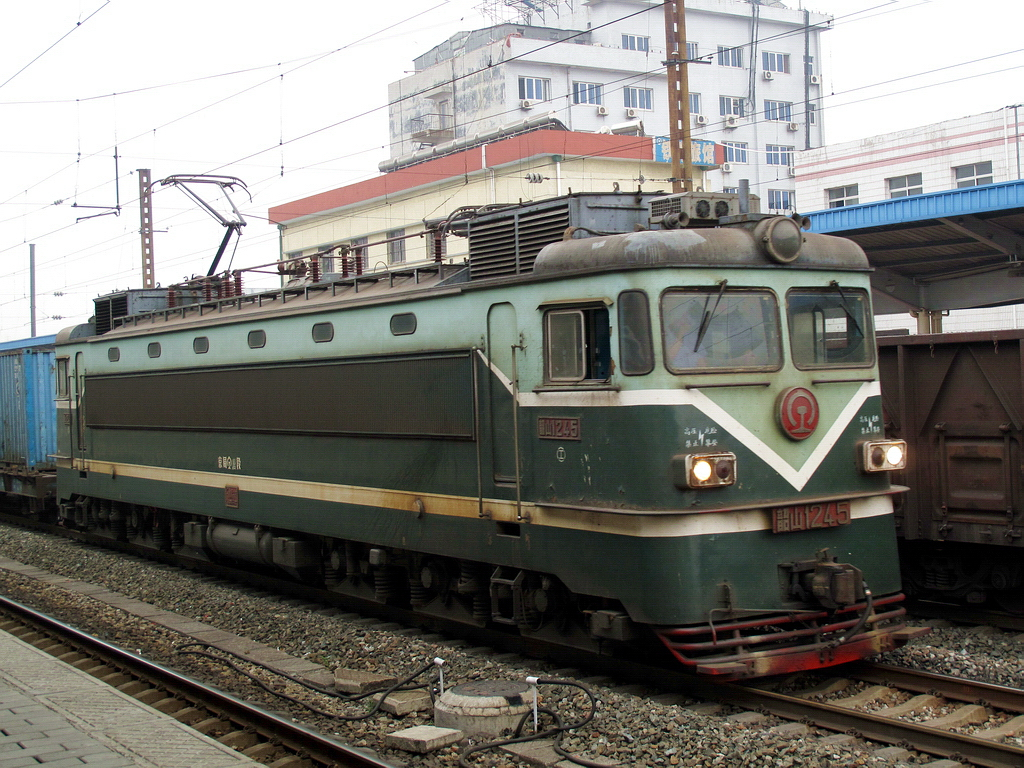
韶山1－245 à la gare de Qinhuangdao
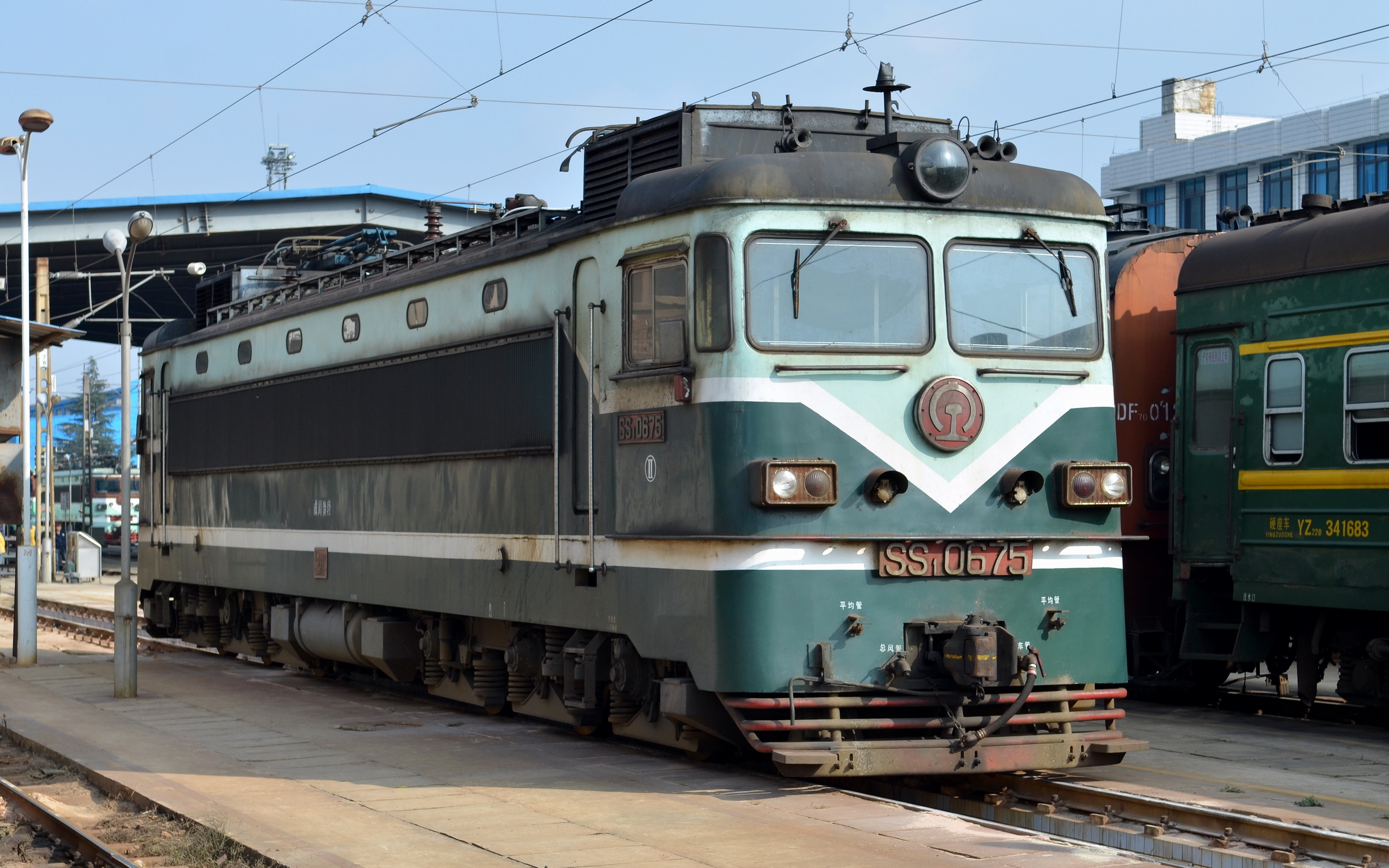
SS1－0675 dans le dépôt de locomotives de Guiyang

## Préservation
- SS1-008 : est conservé au China Railway Museum[2].
- SS1-061 : est conservé au dépôt de réparation de locomotives électriques de Baoji.
- SS1-156 : est conservé au parc d'attractions Zhengzhou Century.
- SS1-160 : est conservé au Collège d'électrification ferroviaire de Pékin[3].
- SS1-254 : est conservé au dépôt de locomotives de Fengtai, bureau des chemins de fer de Pékin.
- SS1-277 : est conservé à l'école polytechnique des communications du Heilongjiang[4].
- SS1-307 : est conservé au Yuci Reentry Depot, Taiyuan Railway Bureau.
- SS1-309 : est conservé au dépôt de locomotives de Taiyuan, bureau des chemins de fer de Taiyuan.
- SS1-321 : est conservé au Wuhan Railway Vocational College Of Technology.
- SS1 0681 est conservé au China Railway Museum.
- SS1-695 : est conservé au Musée du chemin de fer de Shenyang.
- SS1 0818 : est conservé à la Southwest Jiaotong University[5].

## Sources et références
1. ↑  SS1型电力机车_非人狂想屋
2. ↑  我国自行研制的首台韶山1型国产电力机车"退役"
3. ↑  « 北京铁路电气化学校轨道交通类（城铁车辆驾驶与检修、电力机车驾驶与检修方向）实训基地 » [archive du 25 mars 2016] (consulté le 4 décembre 2016)
4. ↑  « 黑龙江交通职业技术学院三台机车顺利回迁校内实训基地 » [archive du 20 décembre 2016] (consulté le 4 décembre 2016)
5. ↑  « 南门蒸汽机车迎来新伙伴——东风4型内燃机车、韶山1型电力机车入住西南交大 » [archive du 20 décembre 2016] (consulté le 4 décembre 2016)